# Compendium Salernitanum
Compendium Salernitanum è il nome attribuito in modo convenzionale a un codice membranaceo manoscritto e adespoto di argomento medico, del XII secolo, prodotto della Scuola medica salernitana. Il manoscritto era conservato nella biblioteca del Maria-Magdalenen-Gymnasium di Breslavia, senza che ne fosse noto il contenuto. La conoscenza e la valorizzazione del documento si deve all'inaspettata scoperta che ne fece August Wilhelm Henschel (1790-1856), medico e botanico prussiano dedito anche a studi di Storia della medicina, che nel 1837 si imbatté nel documento.

## Importanza
Il Compendium Salernitanum ha una notevole importanza storica e documentale, dal momento che il documento riproduce e tramanda ben 35 trattati medici della Scuola medica salernitana.
La sua scoperta, infatti, ebbe importanti ripercussioni sulla storia della medicina. Ad esempio, influenzò profondamente il lavoro di ricostruzione storica avviato da Salvatore De Renzi. Quest'ultimo ne venne a conoscenza nel 1845, grazie all'informazione passatagli da Charles Victor Daremberg, del Collège de France: sull'onda della scoperta, fu spinto a rivedere la storia della scuola medica che allora andava preparando, indirizzandola a obiettivi molto più ambiziosi.
Il codice breslavo originale è poi andato perduto, in quanto distrutto durante i bombardamenti della seconda guerra mondiale, ma ne sopravvive ancora una copia manoscritta, estratta ai tempi della sua scoperta, che si conserva oggi presso la Biblioteca provinciale di Salerno.

## Conseguenze sulla storia dellaSchola medica Salernitana
L'accumularsi, in corso d'opera, di una consistente mole di nuovi materiali e conoscenze fu tale da imporre a De Renzi una totale revisione e riscrittura della sua Storia della scuola medica di Salerno, uno scritto originariamente inserito come voluminosa premessa al primo volume della citata Collectio (pp. 1–416): quel testo confluì in un'opera autonoma, pubblicata nel 1857 come Storia documentata della scuola medica di Salerno, Napoli, Tip. Gaetano Nobile.
La collaborazione scientifica tra i tre studiosi, nata con la scoperta del Compendio, determinò un notevole avanzamento negli studi sul collegio medico salernitano, con successive scoperte dello stesso De Renzi e di Charles Daremberg. Dal sodalizio ebbe origine la pubblicazione, nel 1852, del primo tomo della monumentale e fondamentaleCollectio Salernitana in cinque volumi.

## Progetto di nuova edizione
Dei testi originali contenuti nell'opera è stata recentemente avviata una riedizione critica, con la progettata Edizione nazionale "La Scuola Medica Salernitana", un'iniziativa di ricerca che vede coinvolte la Società internazionale per lo studio del medioevo latino di Firenze, l'Università di Salerno, l'Università di Losanna, l'École pratique des hautes études e la Sorbona di Parigi, il Warburg Institute di Londra e l'Università di Valladolid.